# Куца Бердянка
Ку́ца Бердя́нка — річка в Україні, в межах Бердянського району Запорізької області. Впадає в Азовське море. 

## Опис
Довжина 28,8 км, площа басейну 146,9 км². Долина неглибока, розлога. Річище слабозвивисте (у пониззі більш звивисте), у верхній течії пересихає. Споруджено кілька ставків. 

## Розташування
Куца Бердянка бере початок на схід від села Новотроїцького. Тече переважно на південь (частково на південний захід). Впадає до Азовського моря (у Бердянську затоку) на південь від села Азовське, що на захід від Бердянська.